# Wendy Brouwer
Pour les articles homonymes, voir Brouwer.
Wendy Brouwer, née le 8 septembre 1970 à Leeuwarden, est une ancienne présentatrice et actrice néerlandaise.

## Filmographie

### Cinéma et téléfilms
- 1991 : De zomer van '45 (nl) : L'infirmière
- 1993 : Niemand de deur uit (nl) : L'actrice
- 1993-1995 : Coverstory (nl) : Jenny de Vries
- 1995-2015 : Goede tijden, slechte tijden : Deux rôles (Julia Loderus et L'Infirmière)
- 1996 : 12 steden, 13 ongelukken (nl) : Marlies
- 1997-2003 : Onderweg naar Morgen : Margot Reitsema
- 2008-2009 : Bit (nl) : Femke Fokkema
- 2010 : Noorderzon (nl) : Alma
- 2011 : Verborgen verhalen (nl) : La mère
- 2014 : Het verborgen eiland (nl) : Femke
- 2015 : Onder mijn bed : La mère
- 2016 : De vloek van manege Pegasus (nl) : Esther
- 2017 : Sinterklaas & het gouden hoefijzer : La mère